# 海迪·海特坎普
瑪麗·凱瑟琳·「海迪」·海特坎普（英語：Mary Kathryn "Heidi" Heitkamp；1955年10月30日—），是一位美國民主黨（北達科他州民主黨-無黨派聯盟黨）政治人物，自2013年成為北達科他州聯邦參議院議員。此前她是第28任北達科他州總檢察長（1992年－2000年任職）和州稅務專員（1986年－1992年任職）。
海特坎普曾在2000年州長選舉出選州長，但輸給約翰·霍文。她也曾考慮在2010年美國參議院選舉競逐民主黨提名以取代即將退休的參議員拜倫·多根，但在2010年3月3日因霍文參選而退出。
2011年11月，海特坎普宣布參選2012年州聯邦參議院議員選舉以取代肯特·康拉德；在2012年11月6日的選舉中她微弱優勢戰勝共和黨北達科他州眾議員里克·貝格，而伯格在第二天才承認落敗。她是自喬斯林·伯迪克以後北達科他州第二名女性聯邦參議員和第一名經選舉當選的女性聯邦參議員。

## 延伸閱讀
- 中的“海迪·海特坎普”
- Background and collected news at The Washington Post
- 美國國會國家人物傳記大辭典中的傳記
- 由華盛頓郵報維護的投票記錄
- 智慧投票计划中的傳記、投票紀錄及利益集團評級
- Congressional profile at GovTrack
- Congressional profile at OpenCongress
- Issue positions and quotes at On the Issues
- Financial information at OpenSecrets.org
- 聯邦選舉委員會中的競選財務報告和數據
- Campaign contributions at the National Institute for Money in State Politics
- Appearances on C-SPAN programs
- Collected news and commentary at The New York Times
- Works by or about 海迪·海特坎普 in libraries (WorldCat catalog)
- Profile at Ballotpedia

## 外部連結
- 海迪·海特坎普 （页面存档备份，存于）參議院官方網站
- 中的“海迪·海特坎普”

| 官衔                     | 官衔                                                        | 官衔                     |
| ------------------------ | ----------------------------------------------------------- | ------------------------ |
| 前任者： 肯特·康拉德     | 北達科他州稅務專員 1986年－1992年                           | 繼任者： 羅伯特·漢森     |
| 前任者： 尼古拉斯·斯貝司 | 北達科他州總檢察長 1992年－2000年                           | 繼任者： 韋恩·斯特內耶姆 |
| 政党职务                 |                                                             |                          |
| 前任者： 利·卡爾多       | 北達科他州州長民主黨被提名人 2000年                         | 繼任者： 喬·薩圖庸       |
| 前任者： 肯特·康拉德     | 美國參議員北達科他州民主黨被提名人 （第1類） 2012年，2018年 | 最新的                   |
| 美国参议院               |                                                             |                          |
| 前任者： 肯特·康拉德     | 北達科他州第1類參議員 2013年－2019年 與約翰·霍文同時在任    | 繼任者： 凱文·克拉默     |